# Košická citadela
Košická citadela byla barokní citadela, která se nacházela v Košicích v letech 1671 až 1713. Citadela byla jednou z postupně budovaných částí košického městského opevnění. Byla postavena jižně od městských hradeb a její část byla odkryta během archeologického výzkumu, který předcházel výstavbě obchodního centra Aupark na Náměstí osvoboditelů. Zbytky citadely se nacházejí před hlavním vchodem do Auparku a také v jeho podzemním parkovišti.

## Vznik a zánik
V souvislosti s opakujícími se protihabsburskými stavovskými povstáními bylo rozhodnuto vybudovat na jižním předbraní předsunutou vojenskou pevnost – pětibokou Košickou citadelu. Citadela měla chránit město v případě nepřátelského přepadení a zároveň soustředit vojenskou posádku a dělostřelectvo mimo město. Její stavba podle plánu Jakuba von Holsta začala v létě 1671 po zboření domů na jižním předměstí. Již v roce 1676 byla sice nedokončená, ale obranyschopná. Citadela byla samostatnou pevností s hvězdicovitým půdorysem. Spolu s vnějším opevněním zabírala plochu přibližně 25 hektarů. Během Tökölyho povstání (1682–1685) byla její kurtina obrácená k městu zbořena, čímž se citadela stala nefunkční. Příkop, který měl citadelu obklopovat, zůstal nedokončen. V roce 1713 byla citadela na příkaz císaře Karla VI. zbourána.

## Nález pozůstatků
Archeologický výzkum byl oficiálně zahájen 8. února 2008, v roce 2010 archeologové ohlásili nález samotného bastionu citadely v místě výstavby košického Auparku na náměstí Osvoboditelů a vzhledem k výjimečnosti stavby se Památkový úřad Slovenské republiky rozhodl zachovat její podstatu a umístění. Výzkumy prováděné na místě zachytily líce a část boku bastionu, který se kdysi jmenoval Leopold, zřejmě po císaři Leopoldovi. Její zbývající čtyři bastiony byly pojmenovány Claudia, Montecuccoli, Hřbitovní a Mlýnský. Severozápadní líc bastionu je dlouhý zhruba 90 metrů. Badatelé se shodují, že tento nález je v celostátním kontextu unikátní.
V únoru 2021 se obchodní centrum a Východoslovenské muzeum dohodly na přemístění části pozůstatků do areálu muzea.

## Popis citadely
Základní půdorys citadely byl pětiúhelníkový a každá strana byla dlouhá 203 m. Z pětiúhelníku vyrůstal z každého rohu bastion s lícem dlouhým 90,5 m a stranou odsazenou od vnějšího obvodu hradby o 24,5 metru. Tloušťka hliněno-zděného valu obvodové hradby byla 24,5 m.

## Galerie

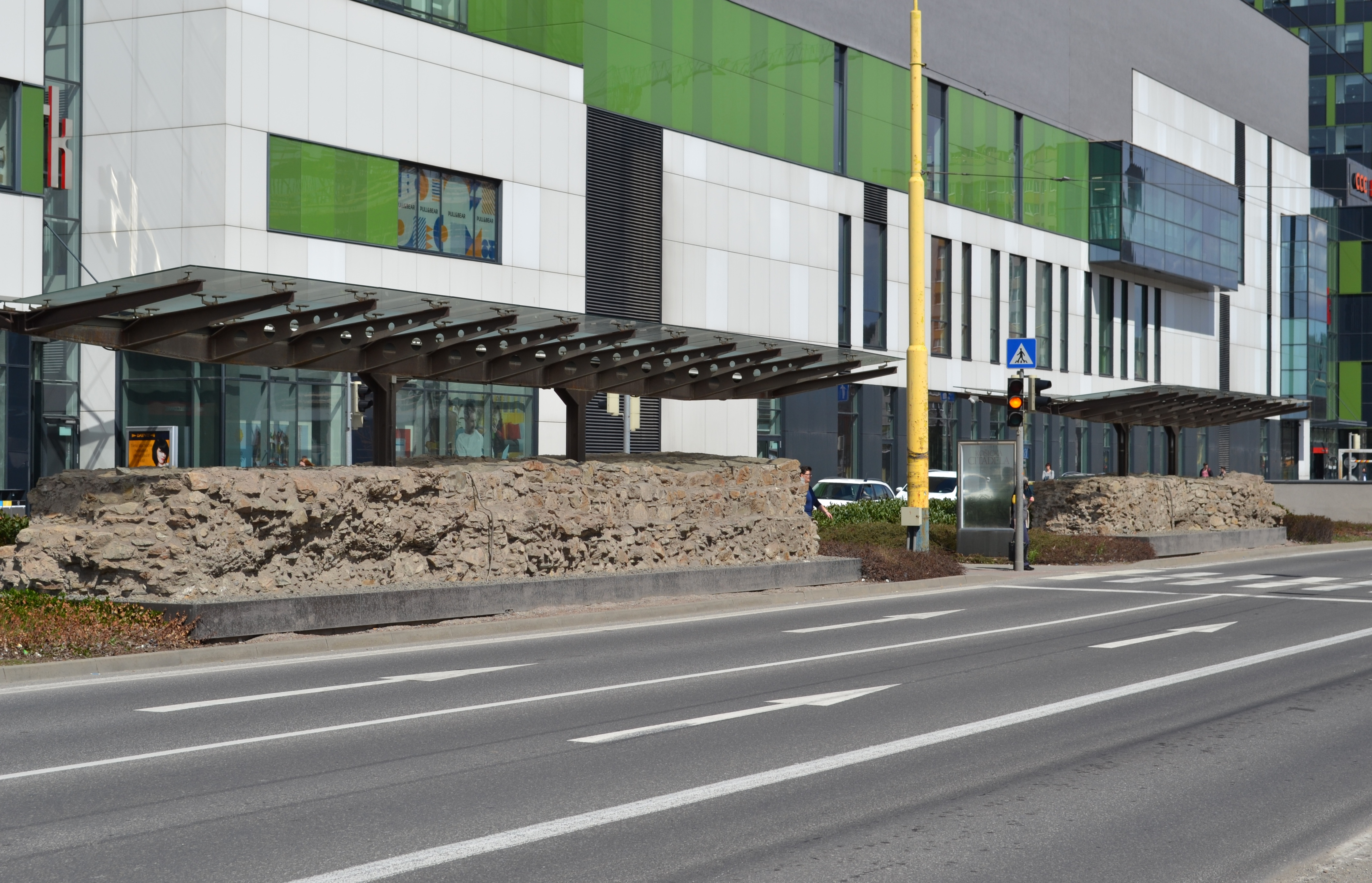
Pozůstatky bastionu vedle bočního vchodu do Auparku
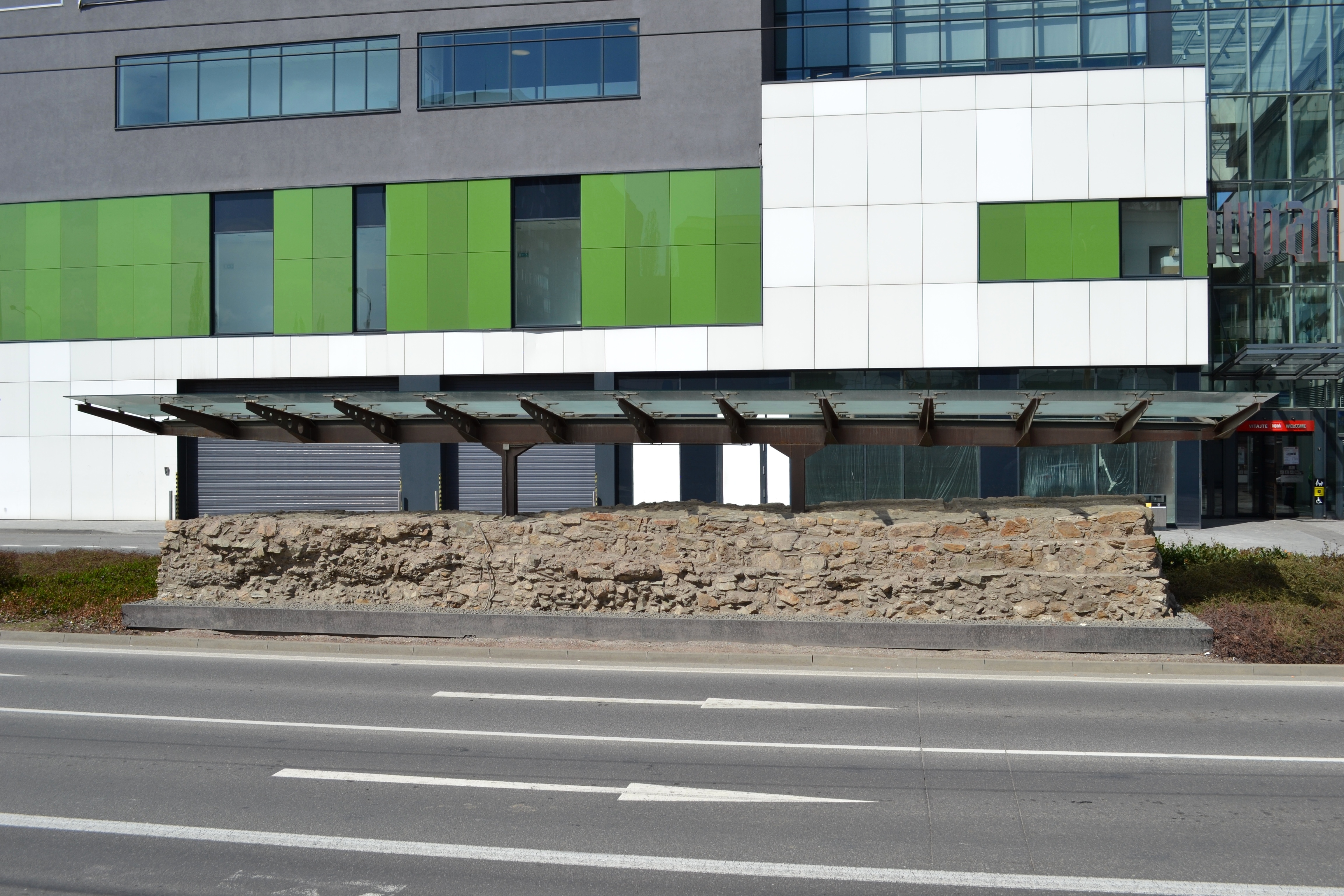
Boční pohled
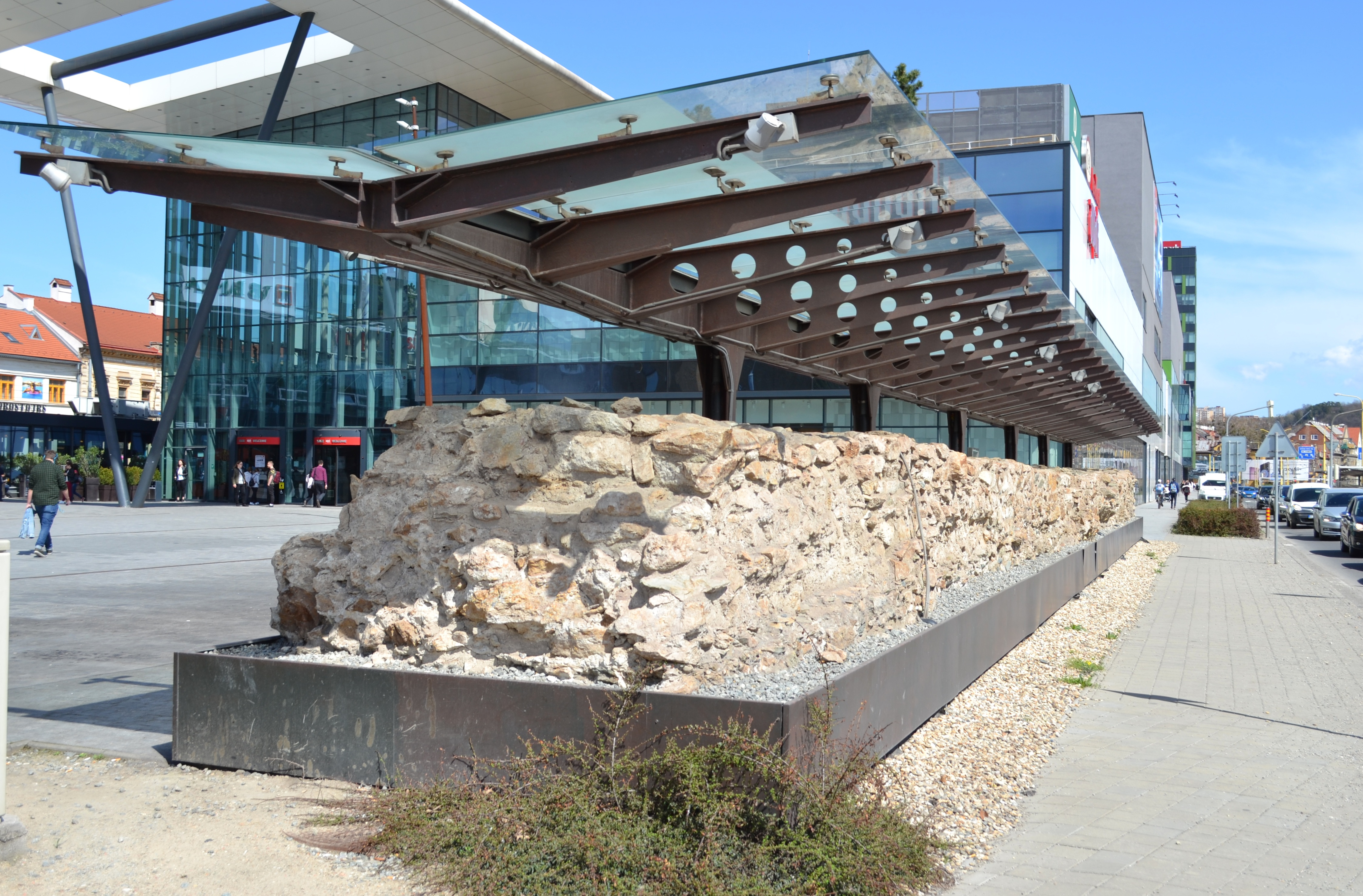
Zeď před hlavním vchodem
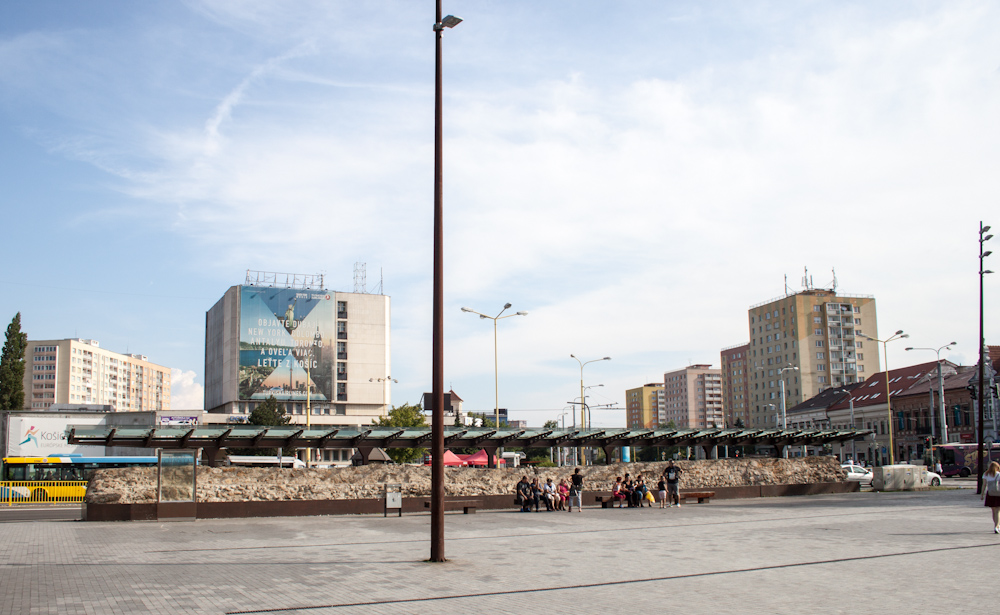
Detail zdi
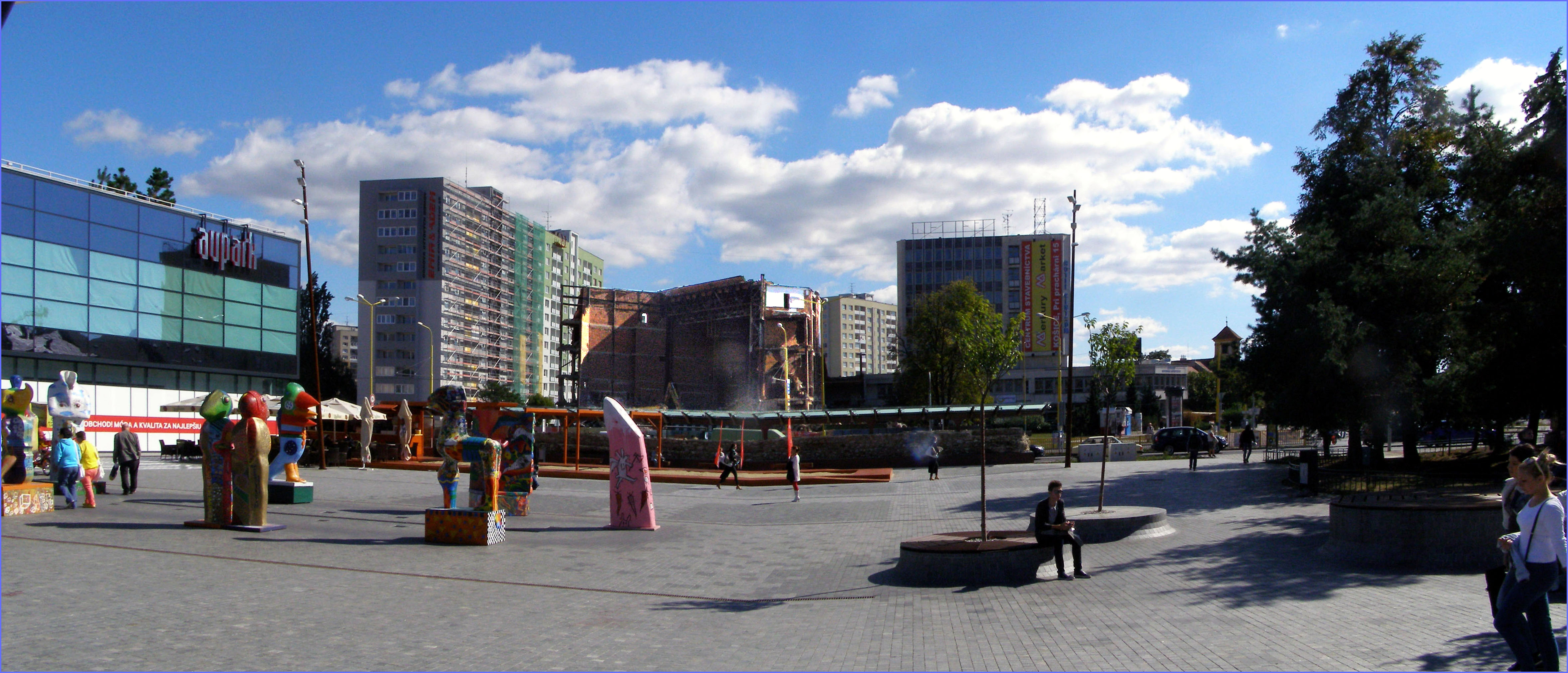
Pohled z opačné strany náměstí